# Мирное (Нежинский район)
Мирное (укр. Мирне) — посёлок в Нежинском районе Черниговской области Украины. Население 7 человек. Занимает площадь 0,01 км².
Код КОАТУУ: 7423388304. Почтовый индекс: 16672. Телефонный код: +380 04631.

## Власть
Орган местного самоуправления — Свитанковский сельский совет. Почтовый адрес: 16672, Черниговская обл., Нежинский р-н, п. Свитанок, ул. М. Свитайло, 19.